# 2643 Bernhard
A 2643 Bernhard (ideiglenes jelöléssel 1973 SD) a Naprendszer kisbolygóövében található aszteroida. Tom Gehrels fedezte fel 1973. szeptember 19-én.